# Universidade de Ciências Aplicadas de Mainz
A Universidade de Ciências Aplicadas de Mainz (em alemão: Hochschule Mainz) é uma universidade da Alemanha, localizada em Mainz. Fundada em 1971, é uma das maiores universidades de ciências aplicadas da Renânia-Palatinado[carece de fontes?].